# Hungria 4–2 Uruguai (1954)
Hungria 4 x 2 Uruguai foi um jogo válido pelas semi finals da Copa do Mundo de 1954, realizado em Lausana, Suíça. É considerado uma das maiores partidas da história do futebol.
O Uruguai, atual campeão, nunca havia perdido uma partida de Copa do Mundo (os uruguaios não disputaram os mundiais de 34 e 38). A Hungria estava invicta desde que retornou ao futebol internacional em 1950, totalizando mais de 30 jogos sem perder. Foi o duelo entre as duas favoritas ao título, O Time de Ouro e os protagonistas do Maracanaço, que correspondeu as expectativas com muitos gols e alta qualidade técnica, decidida na prorrogação. Em 1960, seis anos depois da partida, a revista World Soccer chamou de "O maior jogo de futebol de todos os tempos."

## Pré Jogo
Mesmo antes do início da partida entre a Hungria e o Uruguai, a partida apresentava uma batalha tática intrigante. Muito do sucesso que a Hungria desfrutou nos últimos anos foi baseado no recuo do centroavante para as linhas de meio (seja Péter Palotás ou Nándor Hidegkuti dependendo do jogo), deixando as defesas adversárias sem referência e abrindo espaço para a infiltração dos meias. Néstor Carballo foi designado para cobrir essa movimentação, o que os húngaros não estavam acostumados a enfrentar. Em resposta, Gusztáv Sebes, o técnico húngaro, orientou o ponta Zoltán Czibor para avançar no espaço aberto pela saída de Carballo.
Ambas as equipes tinham desfalques de sua principal estrela lesionada. A Hungria estava sem Ferenc Puskás e o Uruguai sem Obdulio Varela.
Luis Troccoli, chefe da delegação uruguaia, antes do duelo declarou: “Esperamos derrotar a Hungria, por mais forte que seja o time deles. Eu acredito que este jogo será a verdadeira final do torneio. Há quatro anos, éramos os azarões contra o Brasil e, até onde sei, a equipe húngara é ainda melhor. No entanto, conseguimos em 1950 e acredito que podemos repetir isso ”.

## Resumo do Jogo
Os húngaros começaram o jogo atacando agressivamente. Aos 13 minutos, Zoltán Czibor recebeu um passe de Sándor Kocsis e colocou a bola no canto esquerdo. No primeiro minuto do segundo tempo a Hungria parecia ter selado a partida quando o László Budai cruzou e Nándor Hidegkuti concluiu de cabeça.
No entanto, os uruguaios liderados por Juan Alberto Schiaffino, reagiram. Apenas quinze minutos antes do final Juan Hohberg conseguiu espaço entre dois defensores em um passe de Juan Alberto Schiaffino e diminuiu.
O Uruguai estava agora cheio de confiança enquanto os húngaros pareciam inseguros. Quatro minutos antes do final, Juan Hohberg voltou a pressionar entre os dois zagueiros centrais e marcou o empate para o Uruguai em meio aos desesperados defensores húngaros. 
A partida havia mudado completamente, e teve que passar para a prorrogação, e a princípio parecia que os uruguaios tinham tudo para se classificar: o Uruguai esteve a milímetros de avançar quando, uma combinação extraordinária de Hohberg-Schiaffino, bateu no poste. No entanto, os húngaros responderam. László Budai, na sua segunda assistência no jogo, cruzou e Sándor Kocsis marcou de cabeça aos 4 do segundo tempo da prorrogação. Aos 11, foi a vez de József Bozsik cruzar, novamente para Sándor Kocsis selar a vitória húngara por 4-2, que os levou à final.

## Pós Jogo
Após a partida, Gusztáv Sebes, o técnico húngaro, louvou a qualidade do jogo: ""Nunca vi um desempenho tão notável entre duas equipes jogando no seu nível mais alto. Ambas as equipes foram excelentes. Eu instruí a Hungria a colocar a bola no chão e fazê-la correr o tempo todo. Estávamos conscientes de que a equipe uruguaia não conseguia acompanhar o ritmo que ditava no período final do jogo, e nossa suposição acabou sendo verdadeira na prorrogação”.
O técnico da seleção inglesa, Walter Winterbottom ficou igualmente entusiasmado. "Nunca vi o time húngaro jogando com tanta dedicação, mantendo seus padrões de futebol por tanto tempo, até mesmo na prorrogação.” Os jogadores húngaros foram unânimes em elogiar o Uruguai. Gyula Grosics: "É seguro dizer que o time uruguaio é o melhor que enfrentamos até agora."
Houve também um reconhecimento de que as concepções danubianas e rioplatenses do jogo tinham muito em comum. József Bozsik declarou: "O jogo foi especialmente notável, pois os uruguaios jogam o mesmo futebol que nós. Nós apenas jogamos um pouco melhor.” O lateral direito uruguaio Víctor Rodríguez Andrade: "A Hungria é o maior time que eu já joguei contra. Sua qualidade é fascinante."
O jornal húngaro Nemzeti Sports comparou o Uruguai ao Brasil na sua crônica: “O time uruguaio joga de maneira diferente do Brasil”, relatou. “Eles colocam mais ênfase no trabalho em equipe. Individualmente eles não são tão brilhantes quanto os brasileiros. Mas o Uruguai é mais perigoso por causa de seu trabalho em equipe disciplinado e de seus esforços coletivos. Além disso, os jogadores têm excelente controle de bola e são capazes de boas combinações e lideraram alguns ataques maravilhosos. Víctor Rodríguez Andrade e Juan Alberto Schiaffino são seus melhores jogadores - o último é simplesmente impossível de desarmar. Deve ser notado que a marcação deles era às vezes frouxa e os defensores davam muito espaço para os nossos atacantes (especialmente William Martínez contra László Budai), que poderiam ter a bola relativamente desmarcada, e depois virá-la a seu favor.”.

### Detalhes[6]
| 30 de Junho 1954 | Hungria                                        | 4 – 2                           | Uruguai          | Stade Olympique de la Pontaise, Lausana   |
| 18:00 (CET)      | Czibor 12' · Hidegkuti 47' · Kocsis 109', 116' | 2-2 2–0 (prorrogação) Relatório | Hohberg 75', 86' | Público: 45 000 Árbitro: Mervyn Griffiths |

| Hungria | Uruguai |

| GK            | 1  | Grosics   |
| DF            | 2  | Buzánszky |
| DF            | 4  | Lantos    |
| DF            | 5  | Bozsik    |
| MF            | 3  | Lóránt    |
| MF            | 6  | Zakariás  |
| MF            | 16 | Budai     |
| FW            | 8  | Kocsis    |
| FW            | 9  | Hidegkuti |
| FW            | 11 | Czibor    |
| FW            | 19 | Palotás   |
| Reservas:     |    |           |
| GK            | 21 | Gellér    |
| GK            | 22 | Gulyás    |
| DF            | 12 | Kárpáti   |
| DF            | 13 | Várhidi   |
| MF            | 14 | Kovács    |
| MF            | 15 | Szojka    |
| FW            | 7  | Tóth      |
| FW            | 10 | Puskás    |
| FW            | 17 | Machos    |
| FW            | 18 | Csordás   |
| FW            | 20 | Tóth      |
| Técnico:      |    |           |
| Gusztáv Sebes |    |           |

| GK                 | 1  | Máspoli           |
| DF                 | 3  | Martínez          |
| DF                 | 2  | Santamaría        |
| DF                 | 4  | Rodríguez Andrade |
| MF                 | 16 | Carballo          |
| MF                 | 17 | Cruz              |
| FW                 | 18 | Souto             |
| FW                 | 19 | Ambrois           |
| FW                 | 8  | Hohberg           |
| FW                 | 10 | Schiaffino        |
| FW                 | 11 | Borges            |
| Reservas:          |    |                   |
| GK                 | 12 | Maceiras          |
| DF                 | 13 | Davoine           |
| DF                 | 14 | Tejera            |
| MF                 | 5  | Varela            |
| MF                 | 6  | Leopardi          |
| MF                 | 15 | Rivera            |
| FW                 | 7  | Abbadie           |
| FW                 | 9  | Míguez            |
| FW                 | 20 | Méndez            |
| FW                 | 21 | Pérez             |
| FW                 | 22 | Castro            |
| Técnico:           |    |                   |
| Juan López Fontana |    |                   |

| Árbitros Assistentes: Carlie Faultless Raymond Vicenti |